# Kailasahar
Kailasahar es un pueblo y nagar Panchayat situado en el distrito de Tripura septentrional en el estado de Tripura (India). Su población es de 22405 habitantes (2011). 

## Demografía
Según el censo de 2011 la población de Kailasahar era de 22405 habitantes, de los cuales 11153 eran hombres y 11252 eran mujeres. Kailasahar tiene una tasa media de alfabetización del 94,87%, superior a la media estatal del 87,22%: la alfabetización masculina es del 95,98%, y la alfabetización femenina del 93,78%.

## Climate
| Parámetros climáticos promedio de Kailashahar Airport (1981–2010, extremes 1968–present) | Parámetros climáticos promedio de Kailashahar Airport (1981–2010, extremes 1968–present) | Parámetros climáticos promedio de Kailashahar Airport (1981–2010, extremes 1968–present) | Parámetros climáticos promedio de Kailashahar Airport (1981–2010, extremes 1968–present) | Parámetros climáticos promedio de Kailashahar Airport (1981–2010, extremes 1968–present) | Parámetros climáticos promedio de Kailashahar Airport (1981–2010, extremes 1968–present) | Parámetros climáticos promedio de Kailashahar Airport (1981–2010, extremes 1968–present) | Parámetros climáticos promedio de Kailashahar Airport (1981–2010, extremes 1968–present) | Parámetros climáticos promedio de Kailashahar Airport (1981–2010, extremes 1968–present) | Parámetros climáticos promedio de Kailashahar Airport (1981–2010, extremes 1968–present) | Parámetros climáticos promedio de Kailashahar Airport (1981–2010, extremes 1968–present) | Parámetros climáticos promedio de Kailashahar Airport (1981–2010, extremes 1968–present) | Parámetros climáticos promedio de Kailashahar Airport (1981–2010, extremes 1968–present) | Parámetros climáticos promedio de Kailashahar Airport (1981–2010, extremes 1968–present) |
| Mes                                                                                      | Ene.                                                                                     | Feb.                                                                                     | Mar.                                                                                     | Abr.                                                                                     | May.                                                                                     | Jun.                                                                                     | Jul.                                                                                     | Ago.                                                                                     | Sep.                                                                                     | Oct.                                                                                     | Nov.                                                                                     | Dic.                                                                                     | Anual                                                                                    |
| ---------------------------------------------------------------------------------------- | ---------------------------------------------------------------------------------------- | ---------------------------------------------------------------------------------------- | ---------------------------------------------------------------------------------------- | ---------------------------------------------------------------------------------------- | ---------------------------------------------------------------------------------------- | ---------------------------------------------------------------------------------------- | ---------------------------------------------------------------------------------------- | ---------------------------------------------------------------------------------------- | ---------------------------------------------------------------------------------------- | ---------------------------------------------------------------------------------------- | ---------------------------------------------------------------------------------------- | ---------------------------------------------------------------------------------------- | ---------------------------------------------------------------------------------------- |
| Temp. máx. abs. (°C)                                                                     | 31.4                                                                                     | 34.1                                                                                     | 38.6                                                                                     | 42.2                                                                                     | 42.0                                                                                     | 38.3                                                                                     | 37.8                                                                                     | 37.5                                                                                     | 36.6                                                                                     | 35.5                                                                                     | 36.8                                                                                     | 31.7                                                                                     | 42.2                                                                                     |
| Temp. máx. media (°C)                                                                    | 25.5                                                                                     | 27.9                                                                                     | 31.5                                                                                     | 32.5                                                                                     | 32.0                                                                                     | 32.2                                                                                     | 32.0                                                                                     | 32.5                                                                                     | 32.0                                                                                     | 31.5                                                                                     | 29.5                                                                                     | 26.6                                                                                     | 30.5                                                                                     |
| Temp. mín. media (°C)                                                                    | 11.0                                                                                     | 13.3                                                                                     | 17.9                                                                                     | 21.3                                                                                     | 23.2                                                                                     | 24.9                                                                                     | 25.1                                                                                     | 25.2                                                                                     | 24.6                                                                                     | 22.6                                                                                     | 17.6                                                                                     | 12.7                                                                                     | 20.0                                                                                     |
| Temp. mín. abs. (°C)                                                                     | 2.4                                                                                      | 3.9                                                                                      | 7.2                                                                                      | 12.1                                                                                     | 17.5                                                                                     | 19.3                                                                                     | 19.7                                                                                     | 20.8                                                                                     | 20.0                                                                                     | 15.4                                                                                     | 8.8                                                                                      | 6.3                                                                                      | 2.4                                                                                      |
| Lluvias (mm)                                                                             | 8.3                                                                                      | 41.9                                                                                     | 109.3                                                                                    | 277.5                                                                                    | 455.9                                                                                    | 465.9                                                                                    | 380.2                                                                                    | 357.1                                                                                    | 306.9                                                                                    | 166.7                                                                                    | 29.7                                                                                     | 16.8                                                                                     | 2616.2                                                                                   |
| Días de lluvias (≥ 1 mm)                                                                 | 1.0                                                                                      | 2.3                                                                                      | 5.0                                                                                      | 10.8                                                                                     | 15.0                                                                                     | 17.1                                                                                     | 18.7                                                                                     | 18.4                                                                                     | 15.0                                                                                     | 7.2                                                                                      | 1.4                                                                                      | 0.8                                                                                      | 112.8                                                                                    |
| Humedad relativa (%)                                                                     | 69                                                                                       | 59                                                                                       | 57                                                                                       | 69                                                                                       | 75                                                                                       | 83                                                                                       | 84                                                                                       | 83                                                                                       | 85                                                                                       | 83                                                                                       | 80                                                                                       | 76                                                                                       | 75                                                                                       |
| Fuente: India Meteorological Department                                                  |                                                                                          |                                                                                          |                                                                                          |                                                                                          |                                                                                          |                                                                                          |                                                                                          |                                                                                          |                                                                                          |                                                                                          |                                                                                          |                                                                                          |                                                                                          |